# Chaoquan
Chaoquan (kinesiska: 潮泉镇, 潮泉) är en köping i Kina. Den ligger i provinsen Shandong, i den östra delen av landet, omkring 51 kilometer söder om provinshuvudstaden Jinan. Antalet invånare är 21954. Befolkningen består av 10 799 kvinnor och 11 155 män. Barn under 15 år utgör 14,0 %, vuxna 15-64 år 74 %, och äldre över 65 år 11,0 %.
Genomsnittlig årsnederbörd är 814 millimeter. Den regnigaste månaden är juli, med i genomsnitt 274 mm nederbörd, och den torraste är januari, med 7 mm nederbörd.